# Reichsjugend
Unter der Bezeichnung Reichsjugend versuchten die 1952 verbotene Sozialistischen Reichspartei (SRP) und die Deutschen Reichspartei (DRP) Jugendorganisationen zu etablieren.

## Geschichte

### Reichsjugend Matthaei
Pläne zum Aufbau einer „Deutsche Sozialistische Reichsjugend“ als Jugendorganisation der Sozialistische Reichspartei (SRP) wurden gleich nach der Gründung der SRP 1949 vorgelegt. Im Januar 1950 wurden die Pläne forciert, jedoch konnte der von der Parteileitung ernannte Jugendreferent Walter Matthaei erst im Juni 1950 die Richtlinien für die Organisation „Reichsjugend“ vorlegen. Bis Ende 1950 wurde die Reichsjugend als „selbstständige“ Organisation aufgezogen und gliederte sich in „Hundertschaften“, „Züge“, in „Jungenschaften“ und Mädel-„Gruppen“, -„Scharen“ sowie „Mädelschaften“ für Jugendliche im Alter von 14 bis 18 und von 18 bis 21 Jahren. Die oberste Instanz  war „Reichsjugendführer“ Walter Matthaei.
Ein Antrag auf Aufnahme in den Deutschen Bundesjugendring wurde im Herbst 1951 nicht behandelt. Ebenfalls im Herbst 1951 trennte sich die Reichsjugend nach parteiinternen Auseinandersetzungen ihres Führers Matthaei von der Sozialistischen Reichspartei.
Trotz der zuvor erfolgten Trennung von der Partei wurde am 23. Oktober 1952 die Reichsjugend als Teilorganisation der Sozialistischen Reichspartei durch das Bundesverfassungsgericht verboten. Nach dem Verbot schlossen sich am 2. Dezember 1952 die Restgruppen der Reichsjugend um Matthaei mit dem Vaterländischen Jugendbund und Teilen der Deutschen Unitarier-Jugend zur 1994 ebenfalls verbotenen Wiking-Jugend (WJ) zusammen. Matthaei selbst wurde 1954 als Bundesjugendführer wegen sexueller Verfehlungen aus der WJ ausgeschlossen. Als Nachfolger wählte das WJ-Bundesthing Raoul Nahrath.

### Reichsjugend Münchow
Eine weitere Reichsjugend als Jugendorganisation der Deutschen Reichspartei (DRP) wurde im Mai 1950 vom DRP-Mitglied Herbert Münchow (* 1911) in Flensburg gegründet. Allerdings wurde er bereits im Dezember 1950 aus der DRP ausgeschlossen und als „Reichsjugendführer“ seiner eigenen Organisation abgesetzt, nachdem bekannt wurde, dass er im Dritten Reich eine Gefängnisstrafe wegen Sittlichkeitsvergehen verbüßt hatte. Münchow war vor 1933 Mitglied im Bismarkbund und Bismark-Orden, trat 1931 in die Hitlerjugend und 1932 in die SA ein. In der HJ war Münchow naher Mitarbeiter von Baldur von Schirach. Nach dem Krieg war er 1949 die rechte Hand von Wolfgang Hedler und trat mit ihm in die DRP ein.
Nach seinem Ausschluss gründete Münchow die „Deutsche Reichsjugend“ (DRJ), deren Aktivitäten sich zunächst auf dem Raum Flensburg beschränkten. Anfang 1951 baute Peter Wegener die Reichjugend im Köln-Bonner Raum auf und avancierte 1952 zum Führer des „Bereichs Rheinland“ der DRJ und wurde zum „Stellvertretenden Führer“ Münchows ernannt. Peter Wegener gehörte 1940 bis 1945 der HJ Organisation Deutsches Jungvolk an.
Münchow wurde innerhalb seiner DRJ Ende 1953 aufgrund einer Mitarbeit im „osthörigen“ und SED finanzierten Soldatenvereinigung Führungsring ehemaliger Soldaten entmachtet. Seine politische Karriere endete im März 1958, als er wegen Unzucht mit männlichen Jugendlichen in 15 Fällen zu viereinhalb Jahren Zuchthaus und Aberkennung der bürgerlichen Ehrenrechte verurteilt wurde.
Peter Wegners verbliebene Reichsjugend wurde 1956 in Nordrhein-Westfalen verboten. Wegner war zudem ebenfalls mehrfach straffällig gewesen, unter anderem wegen Diebstahls.

### Reichjugend Höller
Nach der Absetzung von Münchow startete DRP-Mitglied Alfons-Höller aus Duisburg einen weiteren Versuch eine DRP-Jugendorganisation zu etablieren. Seine Reichsjugend mit 750 Mitgliedern war nur in Nordrhein-Westfalen aktiv und wurde am 8. Juni 1957 vom nordrheinwestfälischen Innenminister verboten.
Höller war vorher 1952 Führer der SRP-Suborganisation „Deutsche Jugend“ (HDJ), zeitweise Funktionär im Deutschen Jugendbund Kyffhäuser und Schriftleiter von dessen Zeitschrift „Junge Kameradschaft“. 1961 schloss er sich dem Bund Vaterländischer Jugend (BVJ) an.

## Aufbau der Reichsjugend Matthaei
Nach Auffassung des Bundesverfassungsgerichts wurde die Reichsjugend nach dem Vorbild der Hitlerjugend aufgebaut, auch die Uniformen hätten mit Ausnahme der Hemdfarbe dem Vorbild der HJ entsprochen.
Die Reichsjugend richtete sich an Kinder und Jugendliche zwischen 10 und 21 Jahren, bis Mitte 1951 sollten ältere Mitglieder in die Reichsfront, den Ordnungsdienst der Sozialistischen Reichspartei, wechseln, nach der Trennung von der Mutterpartei gründete Matthaei stattdessen den Reichsorden.
Mitte 1951 existierten Gruppen der Reichsjugend hauptsächlich in ländlichen Regionen der Länder Niedersachsen und Schleswig-Holstein, die Mitgliederzahl war wegen des geringen Organisationsgrades der Reichsjugend unbekannt. Die Mitglieder kamen zu diesem Zeitpunkt nach Selbstauskunft der Reichsjugend aus allen Gesellschaftsschichten. Das Führungspersonal rekrutierte sich zum Zeitpunkt des Verbots unter anderem aus 700 Hitlerjugend-Führern.

## Inhalte
Hauptziel der Reichsjugend Matthaei war – wie schon in der Hitlerjugend – die ideologische Schulung ihrer Mitglieder entsprechend dem nationalsozialistisch geprägten Parteiprogramm der Sozialistischen Reichspartei. Ergänzt wurde dies durch ebenfalls aus der Hitlerjugend übernommene Programmelemente wie Zeltlager oder Volkstanz. Daneben beteiligte sich die Reichsjugend an Veranstaltungen der Mutterpartei und an antikommunistischen Kundgebungen.

## Weitere gleichnamige Organisationen
Die Bezeichnung Reichsjugend wurde mehrfach von anderen rechtsextremen Jugendorganisationen aufgegriffen:
- Reichsjugend (Höller), am 8. Juni 1957 in Nordrhein-Westfalen verboten
- Deutsche Reichsjugend (auch Reichsjugend-Korps[13]) um Herbert Münchow (überparteilich, der Deutschen Reichspartei nahestehend); 1950 von der Reichsjugend abgespalten, Mitglied im Kameradschaftsring Nationaler Jugendverbände[14]
- Deutsche Reichsjugend der Deutschen Liga für Volk und Heimat; gegründet 1990